# السرقطسي
عبد لله بن أحمد. كان نافذًا في علم العدد والهندسة والنجوم، وقعد لتعليم ذلك ببلده. ذكر تلميذه علي بن نجدة بن داود المهندس، إنه ما لقي أحدًا أحسن تصرفًا في الهندسة منه، ولا أضبط لأصولها. ذكره صاعد، وقال توفي ببلنسية سنة 448 هـ.